# Carrera de sacos

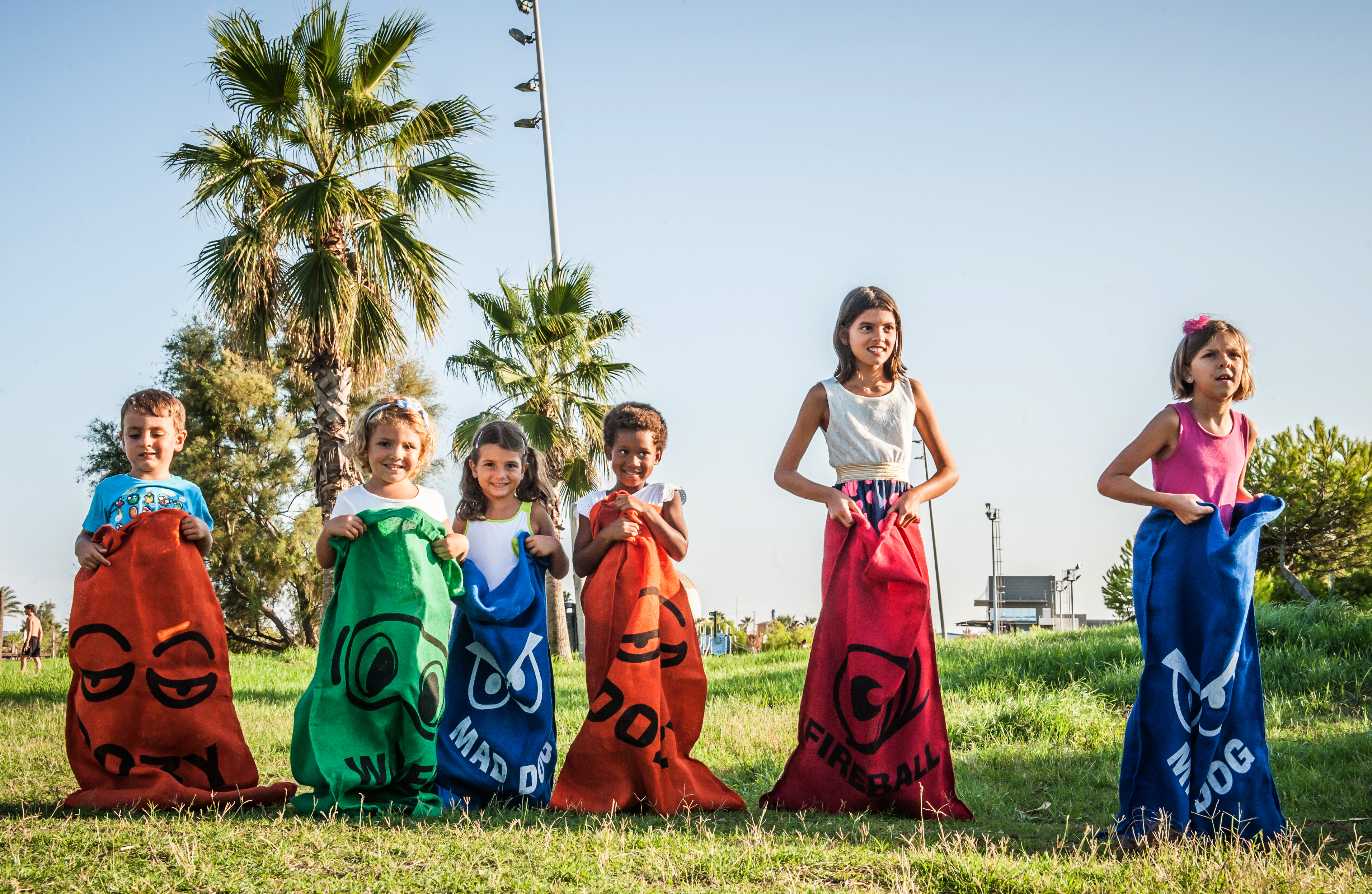
Carrera de sacos con niños

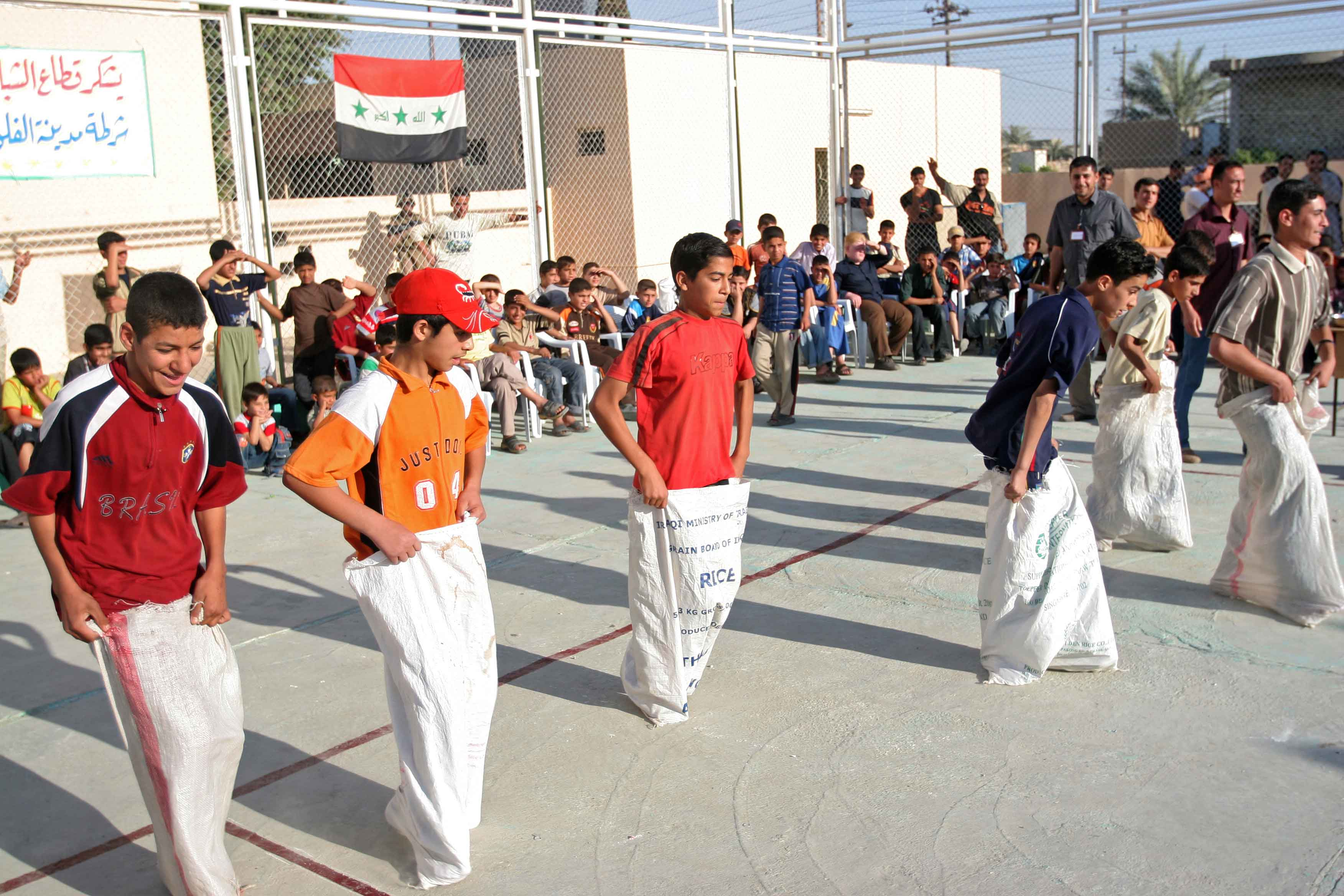
Niños esperando a comenzar la carrera de sacos en Faluya, Irak.

La carrera de sacos (o carrera de costales) es un juego tradicional conocido y practicado en todo el mundo. Para su desarrollo tan solo son necesarios unos cuantos sacos o bolsas y terreno suficiente para desplazarse. Sin embargo, la mayoría de las personas terminan cayéndose, porque pisan un lugar que no es debido, o porque tratan de ir demasiado de prisa.
Es importante saber esto:
- Edad recomendada: a partir de los 7 años.
- Donde se juega: pistas deportivas, jardines y playas, entre otros.
- Participantes: más de 2.
- Materiales necesarios: bolsas y sacos (que lleguen hasta las caderas de los participantes).

Para ejecutar la carrera, los competidores se introducen dentro de los sacos y éstos se atan a la cintura o bien se agarran con las manos. Los participantes deben desplazarse saltando sin salirse de los sacos ni caerse.
Modalidades de carreras de sacos:
- De velocidad con niños: metidos los niños en los sacos, se trazan dos líneas paralelas a cierta distancia, por ejemplo 10 metros. En una se colocan los corredores y la otra sirve de meta. Vence el que antes llegue a la línea de meta cualquiera que sea el número de caídas sufridas.
- De firmeza: similar al anterior, pero el ganador es el que salve la distancia entre las dos rayas con el menor número de caídas.
- De resistencia: el vencedor será el que llegue más lejos de la línea de partida de entre los que queden en pie. A medida que los corredores se vayan tropezando y cayendo, quedarán eliminados de la prueba. El vencedor será el último jugador que quede en pie.